# Saint-Jean-de-Minervois
Pour les articles homonymes, voir Saint-Jean.
Saint-Jean-de-Minervois (en occitan : Sant Joan de Menerbés) est une commune française située dans le sud-ouest du département de l'Hérault, en région Occitanie.
Exposée à un climat méditerranéen, elle est drainée par la Cessière, le ruisseau d'Aymes, le ruisseau de Brahunal, le ruisseau de Castelpy, le ruisseau de l'Eglise, le ruisseau de Saint-Jean, le ruisseau des Conquets, le ruisseau du Crouzet et par divers autres petits cours d'eau. Incluse dans le parc naturel régional du Haut-Languedoc, la commune possède un patrimoine naturel remarquable : deux sites Natura 2000 (les « causses du Minervois » et le « Minervois »), un espace protégé (« Saint-Jean-de-Minervois ») et quatre zones naturelles d'intérêt écologique, faunistique et floristique.
Saint-Jean-de-Minervois est une commune rurale qui compte 133 habitants en 2022, après avoir connu un pic de population de 320 habitants en 1911.
Ses habitants sont appelés les Saint-Jeannais.

## Géographie

### Localisation

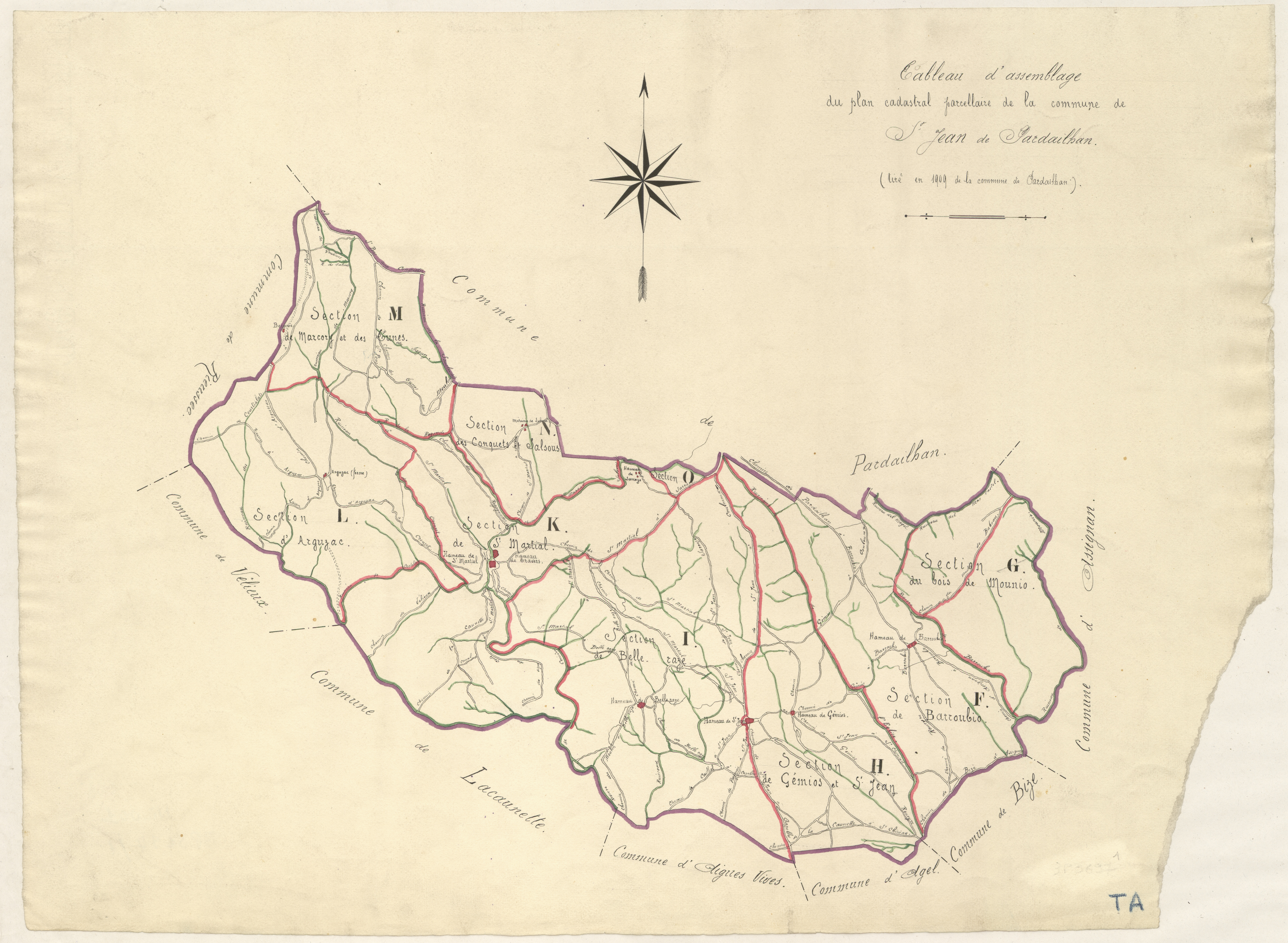
Cadastre : tableau d'assemblage (1909).

La commune est limitrophe du département de l'Aude.

### Communes limitrophes
Les communes limitrophes sont  Agel, Aigues-Vives, Assignan, Bize-Minervois, La Caunette, Pardailhan, Rieussec et Vélieux.
| Rieussec    | Pardailhan              | Assignan              |
| Vélieux     | Saint-Jean-de-Minervois | Bize-Minervois (Aude) |
| La Caunette | Aigues-Vives            | Agel                  |

Au nord-ouest, le point d'intersection avec les communes de Rieussec et Pardailhan est un quinquepoint délimitant aussi d'ouest en est les communes de Saint-Pons-de-Thomières et Riols.

### Climat
Pour des articles plus généraux, voir Climat de l'Occitanie et Climat de l'Hérault.
En 2010, le climat de la commune est de type climat méditerranéen franc, selon une étude s'appuyant sur une série de données couvrant la période 1971-2000. En 2020, Météo-France publie une typologie des climats de la France métropolitaine dans laquelle la commune est exposée à un climat méditerranéen et est dans la région climatique Provence, Languedoc-Roussillon, caractérisée par une pluviométrie faible en été, un très bon ensoleillement (2 600 h/an), un été chaud (21,5 °C), un air très sec en été, sec en toutes saisons, des vents forts (fréquence de 40 à 50 % de vents > 5 m/s) et peu de brouillards.
Pour la période 1971-2000, la température annuelle moyenne est de 13,6 °C, avec une amplitude thermique annuelle de 15,8 °C. Le cumul annuel moyen de précipitations est de 910 mm, avec 8,8 jours de précipitations en janvier et 3,7 jours en juillet. Pour la période 1991-2020, la température moyenne annuelle observée sur la station météorologique installée sur la commune est de 15,1 °C et le cumul annuel moyen de précipitations est de 751,8 mm,. Pour l'avenir, les paramètres climatiques de la commune estimés pour 2050 selon différents scénarios d'émission de gaz à effet de serre sont consultables sur un site dédié publié par Météo-France en novembre 2022.
| Mois                                  | jan.          | fév.          | mars          | avril         | mai           | juin          | jui.          | août          | sep.          | oct.          | nov.          | déc.          | année     |
| ------------------------------------- | ------------- | ------------- | ------------- | ------------- | ------------- | ------------- | ------------- | ------------- | ------------- | ------------- | ------------- | ------------- | --------- |
| Température minimale moyenne (°C)     | 3,6           | 3,8           | 6             | 8,7           | 11,6          | 15,3          | 17,6          | 17,3          | 14,5          | 11,4          | 7,5           | 4,5           | 10,1      |
| Température moyenne (°C)              | 7,4           | 8             | 10,8          | 13,8          | 17            | 21,2          | 23,8          | 23,7          | 20,2          | 15,9          | 11,2          | 8,2           | 15,1      |
| Température maximale moyenne (°C)     | 11,2          | 12,3          | 15,5          | 19            | 22,4          | 27,2          | 30,1          | 30,1          | 25,9          | 20,4          | 14,8          | 11,8          | 20,1      |
| Record de froid (°C) date du record   | −8,1 19.01.17 | −8,5 08.02.12 | −4,3 09.03.10 | −1,2 03.04.22 | 3 04.05.10    | 7 12.06.19    | 11,3 31.07.15 | 10,6 31.08.10 | 6,4 27.09.10  | 0,1 30.10.08  | −5,4 18.11.07 | −7,4 26.12.06 | −8,5 2012 |
| Record de chaleur (°C) date du record | 25,4 25.01.24 | 24,1 23.02.20 | 27,7 29.03.12 | 32,7 08.04.11 | 33,1 25.05.17 | 41,5 17.06.22 | 39,3 16.07.22 | 42,1 23.08.23 | 36,1 03.09.16 | 32,4 03.10.11 | 25,1 14.11.23 | 20,6 16.12.15 | 42,1 2023 |
| Précipitations (mm)                   | 64,5          | 67,1          | 94,7          | 80            | 64,2          | 29,5          | 26,2          | 32,2          | 44,9          | 118           | 81,6          | 48,9          | 751,8     |

### Milieux naturels et biodiversité

#### Espaces protégés
La protection réglementaire est le mode d’intervention le plus fort pour préserver des espaces naturels remarquables et leur biodiversité associée,.
Deux espaces protégés sont présents sur la commune : 
- « Saint-Jean-de-Minervois », objet d'un arrêté de protection de biotope, d'une superficie de 87,1 ha[9] ;
- le parc naturel régional du Haut-Languedoc, créé en 1973 et d'une superficie de 307 184 ha, qui s'étend sur 118 communes et deux départements[10]. Implanté de part et d’autre de la ligne de partage des eaux entre Océan Atlantique et mer Méditerranée, ce territoire est un véritable balcon dominant les plaines viticoles du Languedoc et les étendues céréalières du Lauragais[11],[12].

#### Réseau Natura 2000

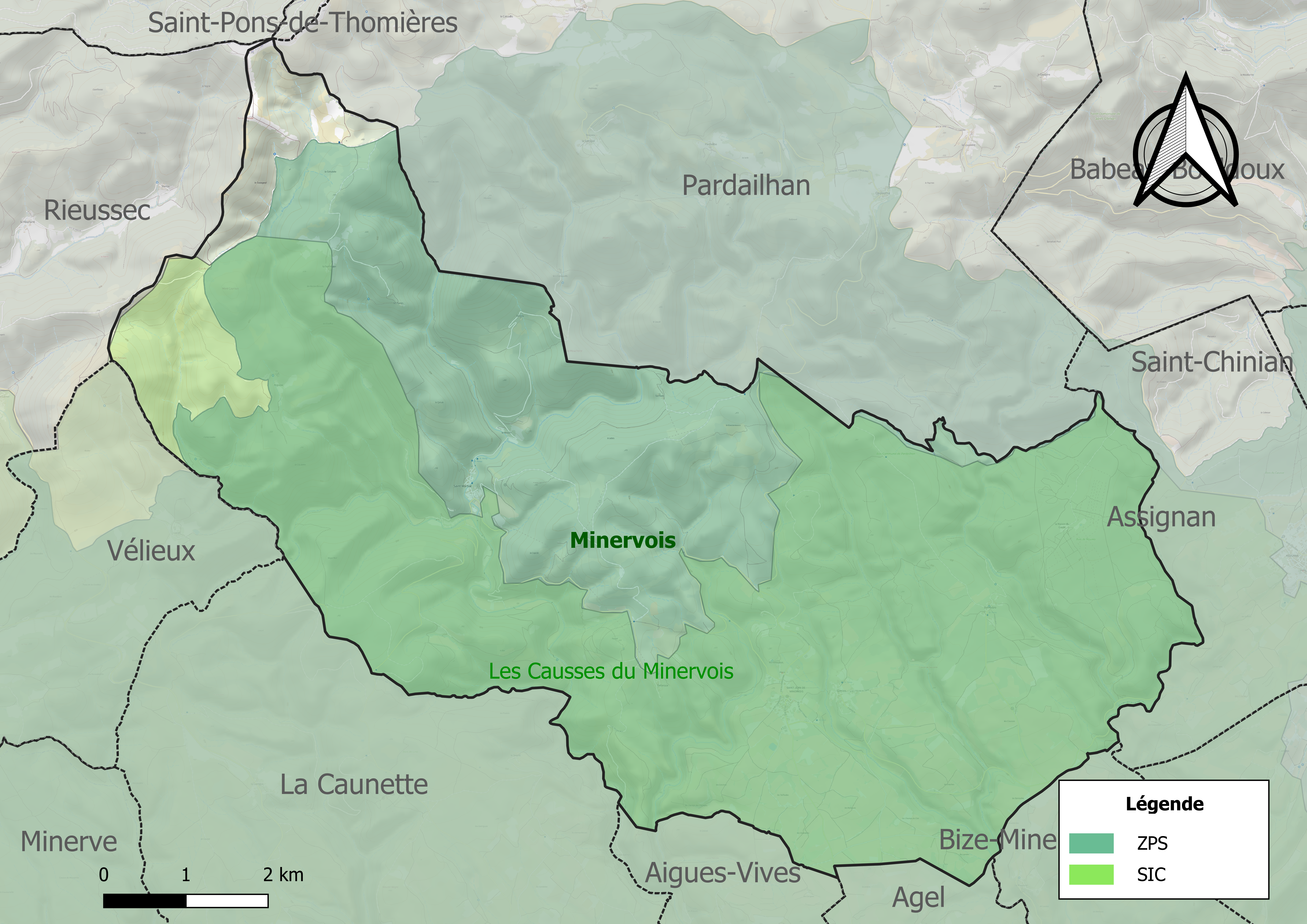
Site Natura 2000 sur le territoire communal.

Le réseau Natura 2000 est un réseau écologique européen de sites naturels d'intérêt écologique élaboré à partir des directives habitats et oiseaux, constitué de zones spéciales de conservation (ZSC) et de zones de protection spéciale (ZPS).
Un site Natura 2000 a été défini sur la commune au titre de la directive habitats :
- « les causses du Minervois », d'une superficie de 21 805 ha, importants pour la conservation des gîtes et zones de chasse des chauves-souris cavernicoles que sont le Rhinolophe euryale, le Minioptère de Schreibers et le Murin de Capaccini[15]

et un au titre de la directive oiseaux : 
- le « Minervois », d'une superficie de 24 820 ha, retenu pour la conservation de rapaces de l'annexe I de la directive oiseaux, en particulier l'Aigle de Bonelli et l'Aigle royal. Mais le Busard cendré, le Circaète Jean-le-Blanc et le Grand-Duc sont également des espèces à enjeu pour ce territoire[16].

#### Zones naturelles d'intérêt écologique, faunistique et floristique
L’inventaire des zones naturelles d'intérêt écologique, faunistique et floristique (ZNIEFF) a pour objectif de réaliser une couverture des zones les plus intéressantes sur le plan écologique, essentiellement dans la perspective d’améliorer la connaissance du patrimoine naturel national et de fournir aux différents décideurs un outil d’aide à la prise en compte de l’environnement dans l’aménagement du territoire.
Deux ZNIEFF de type 1 sont recensées sur la commune :
les « gorges de Barroubio » (429 ha), couvrant 3 communes du département et 
les « gorges de la Cessière et du Brahunal » (240 ha), couvrant 3 communes du département
et deux ZNIEFF de type 2, : 
- le « Haut Minervois » (21 605 ha), couvrant 26 communes dont cinq dans l'Aude et 21 dans l'Hérault[20] ;
- la « montagne noire centrale » (34 724 ha), couvrant 27 communes du département[21].

Carte des ZNIEFF de type 1 et 2 à Saint-Jean-de-Minervois.
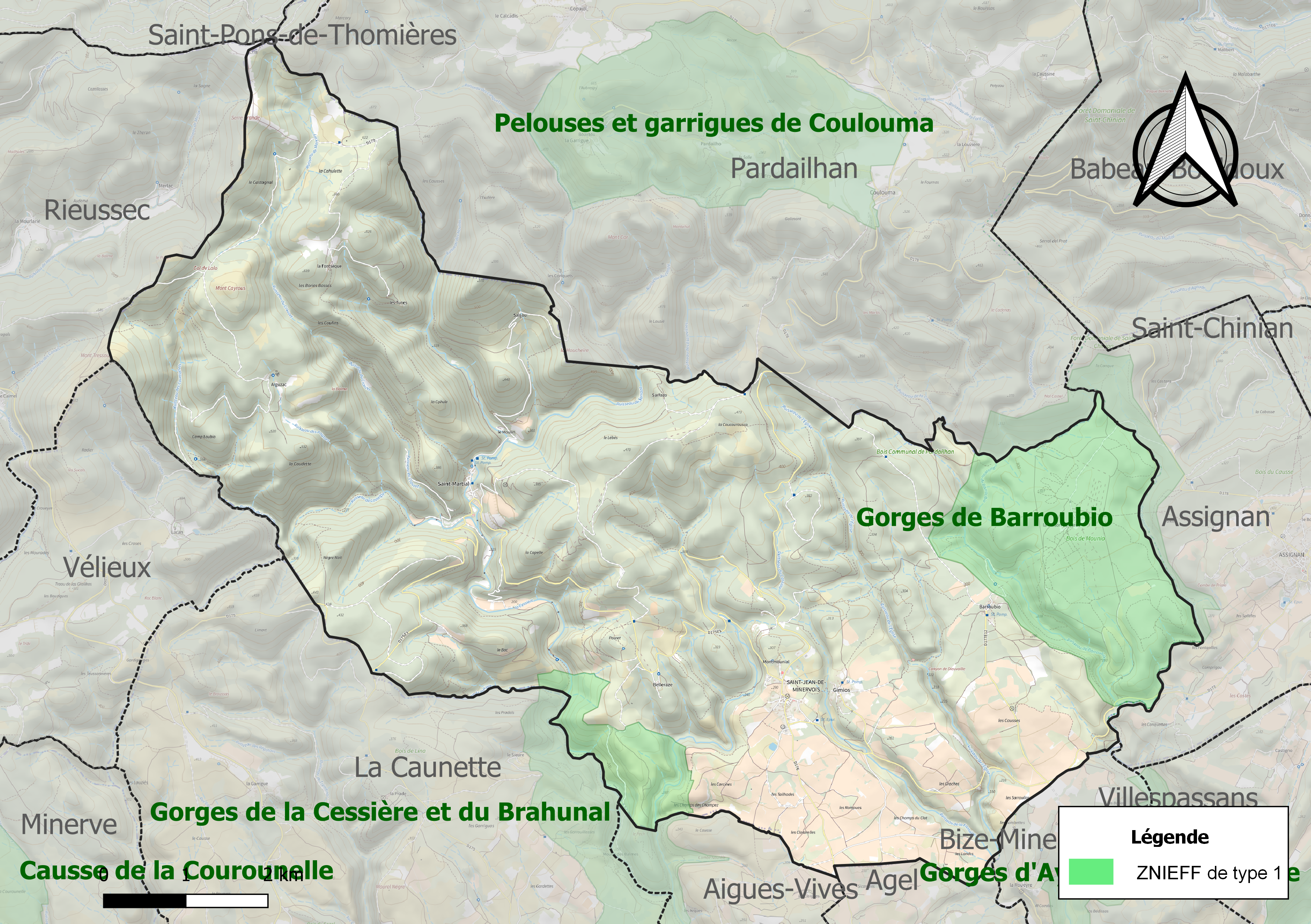
Carte des ZNIEFF de type 1 sur la commune.
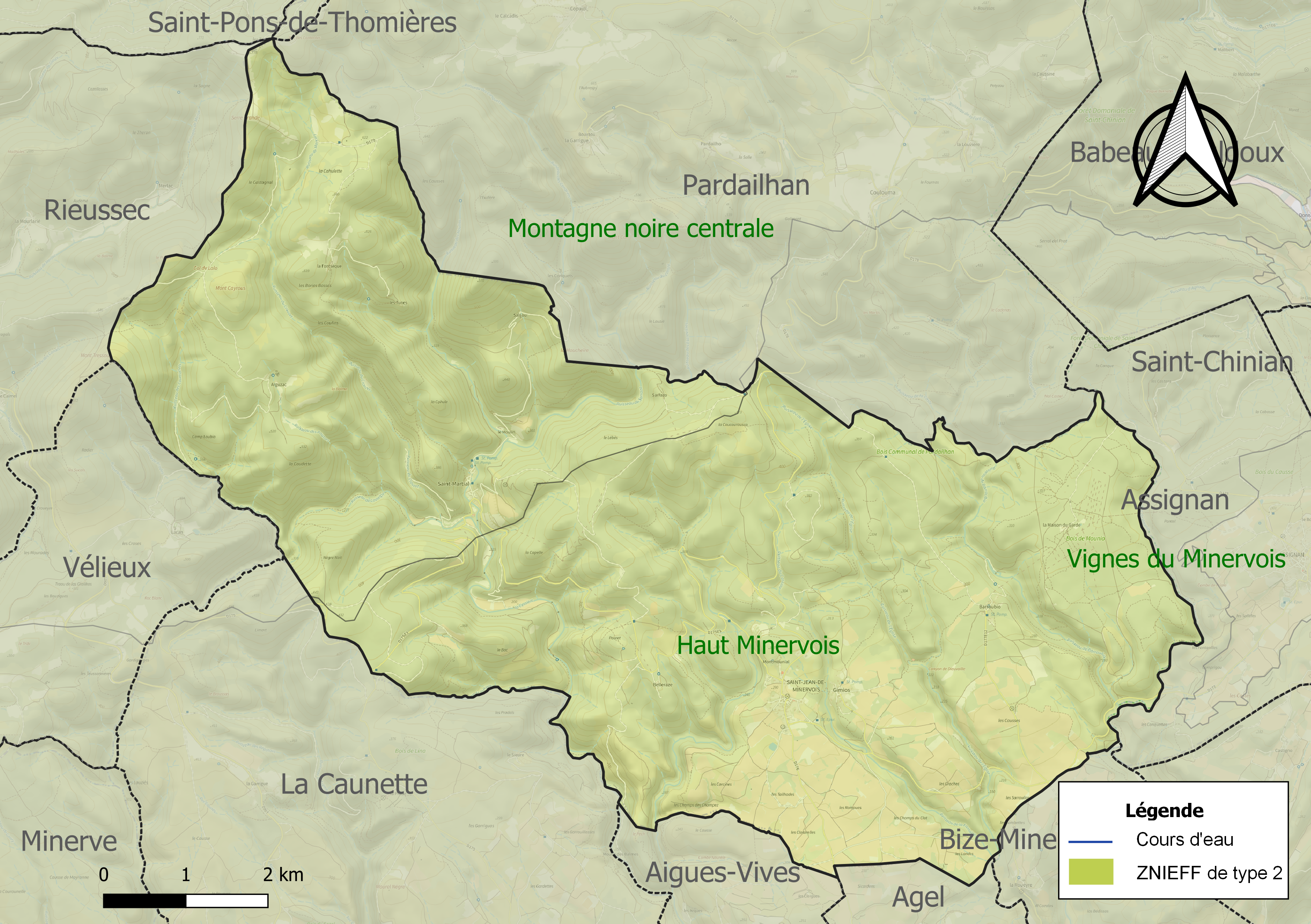
Carte des ZNIEFF de type 2 sur la commune.

## Urbanisme

### Typologie
Au 1er janvier 2024, Saint-Jean-de-Minervois est catégorisée commune rurale à habitat très dispersé, selon la nouvelle grille communale de densité à sept niveaux définie par l'Insee en 2022.
Elle est située hors unité urbaine et hors attraction des villes,.

### Occupation des sols
L'occupation des sols de la commune, telle qu'elle ressort de la base de données européenne d’occupation biophysique des sols Corine Land Cover (CLC), est marquée par l'importance des forêts et milieux semi-naturels (84,4 % en 2018), en augmentation par rapport à 1990 (83,2 %). La répartition détaillée en 2018 est la suivante : 
forêts (51,1 %), milieux à végétation arbustive et/ou herbacée (32,1 %), cultures permanentes (13,5 %), zones agricoles hétérogènes (2 %), espaces ouverts, sans ou avec peu de végétation (1,3 %). L'évolution de l’occupation des sols de la commune et de ses infrastructures peut être observée sur les différentes représentations cartographiques du territoire : la carte de Cassini (XVIIIe siècle), la carte d'état-major (1820-1866) et les cartes ou photos aériennes de l'IGN pour la période actuelle (1950 à aujourd'hui).

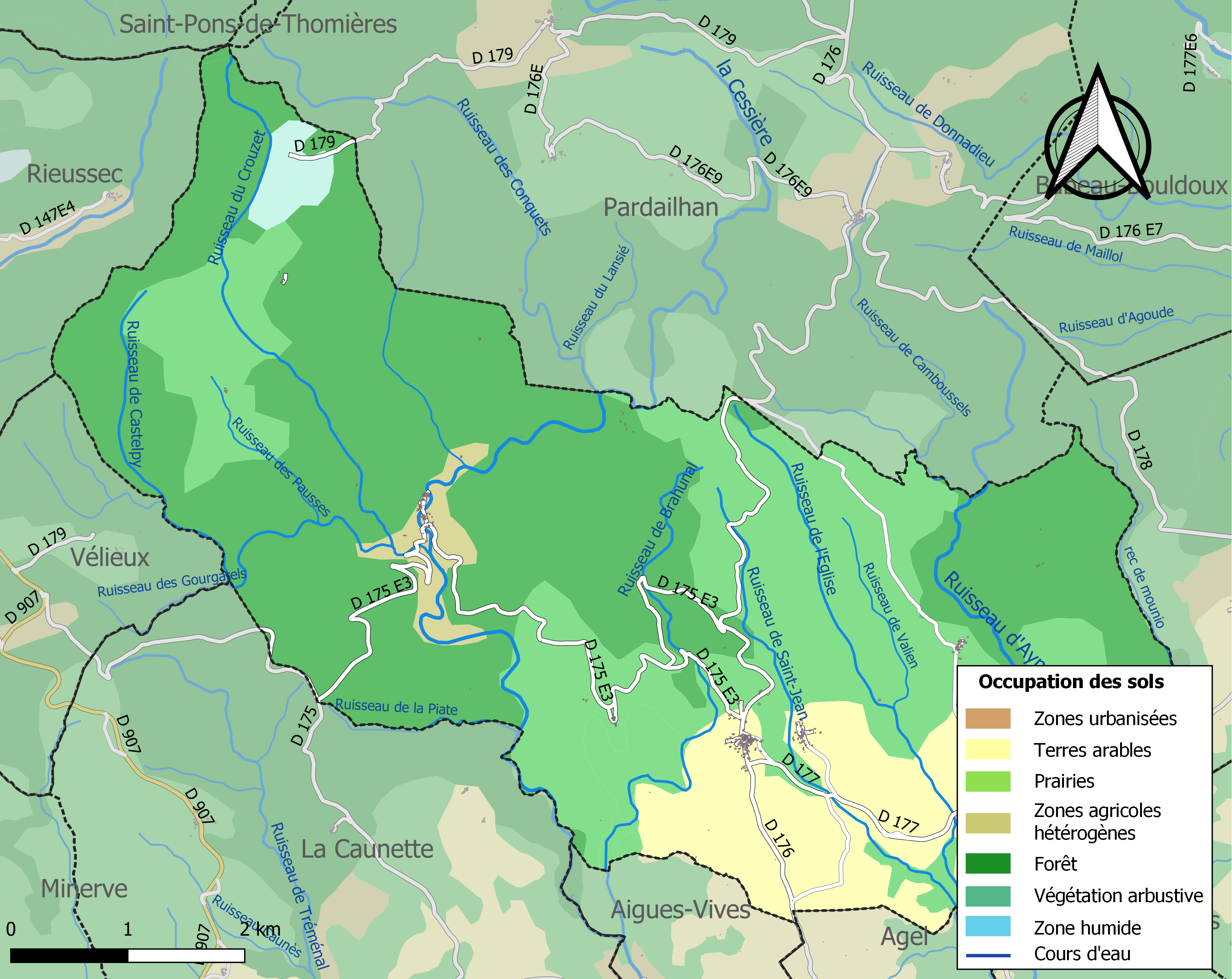
Carte des infrastructures et de l'occupation des sols de la commune en 2018 (CLC).

### Risques majeurs
Le territoire de la commune de Saint-Jean-de-Minervois est vulnérable à différents aléas naturels : météorologiques (tempête, orage, neige, grand froid, canicule ou sécheresse), feux de forêts et séisme (sismicité très faible). Il est également exposé à deux risques particuliers : le risque minier et le risque de radon. Un site publié par le BRGM permet d'évaluer simplement et rapidement les risques d'un bien localisé soit par son adresse soit par le numéro de sa parcelle.

#### Risques naturels
Saint-Jean-de-Minervois est exposée au risque de feu de forêt. Un plan départemental de protection des forêts contre les incendies (PDPFCI) a été approuvé en juin 2013 et court jusqu'en 2022, où il doit être renouvelé. Les mesures individuelles de prévention contre les incendies sont précisées par deux arrêtés préfectoraux et s’appliquent dans les zones exposées aux incendies de forêt et à moins de 200 mètres de celles-ci. L’arrêté du 25 avril 2002 réglemente l'emploi du feu en interdisant notamment d’apporter du feu, de fumer et de jeter des mégots de cigarette dans les espaces sensibles et sur les voies qui les traversent sous peine de sanctions. L'arrêté du 11 mars 2013 rend le débroussaillement obligatoire, incombant au propriétaire ou ayant droit,.

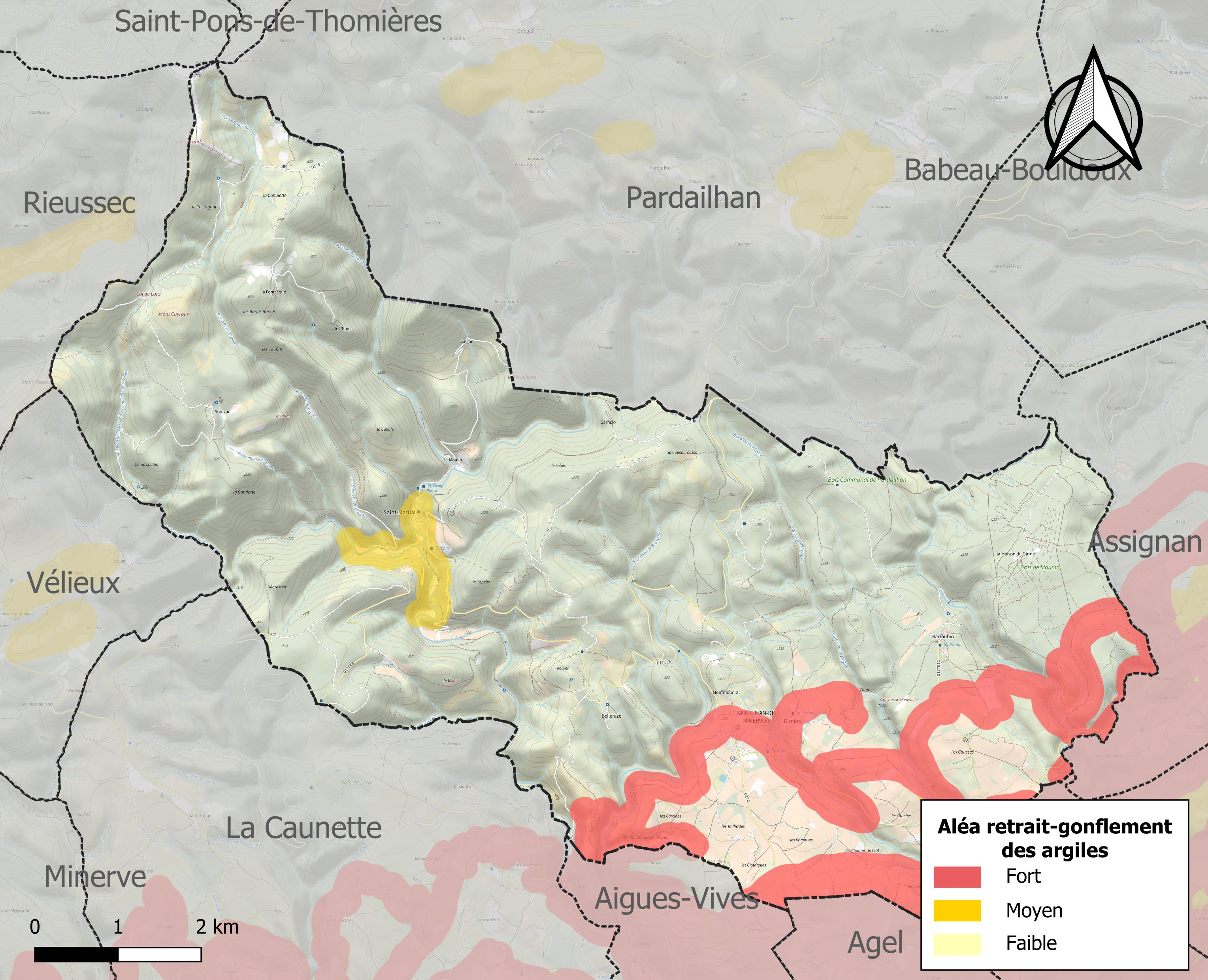
Carte des zones d'aléa retrait-gonflement des sols argileux de Saint-Jean-de-Minervois.

Le retrait-gonflement des sols argileux est susceptible d'engendrer des dommages importants aux bâtiments en cas d’alternance de périodes de sécheresse et de pluie. 13,8 % de la superficie communale est en aléa moyen ou fort (59,3 % au niveau départemental et 48,5 % au niveau national). Sur les 147 bâtiments dénombrés sur la commune en 2019, 99 sont en aléa moyen ou fort, soit 67 %, à comparer aux 85 % au niveau départemental et 54 % au niveau national. Une cartographie de l'exposition du territoire national au retrait gonflement des sols argileux est disponible sur le site du BRGM,.
Par ailleurs, afin de mieux appréhender le risque d’affaissement de terrain, l'inventaire national des cavités souterraines permet de localiser celles situées sur la commune.
La commune a été reconnue en état de catastrophe naturelle au titre des dommages causés par les inondations et coulées de boue survenues en 1982, 1987, 1995 et 1999. 

#### Risque particulier
L’étude Scanning de Géodéris réalisée en 2008 a établi pour le département de l’Hérault une identification rapide des zones de risques miniers liés à l’instabilité des terrains.  Elle a été complétée en 2015 par une étude approfondie sur les anciennes exploitations minières du bassin houiller de Graissessac et du district polymétallique de Villecelle. La commune est ainsi concernée par le risque minier, principalement lié à l’évolution des cavités souterraines laissées à l’abandon et sans entretien après l’exploitation des mines.
Dans plusieurs parties du territoire national, le radon, accumulé dans certains logements ou autres locaux, peut constituer une source significative d’exposition de la population aux rayonnements ionisants. Certaines communes du département sont concernées par le risque radon à un niveau plus ou moins élevé. Selon la classification de 2018, la commune de Saint-Jean-de-Minervois est classée en zone 2, à savoir zone à potentiel radon faible mais sur lesquelles des facteurs géologiques particuliers peuvent faciliter le transfert du radon vers les bâtiments.

## Histoire
La commune de Saint-Jean-de-Minervois a été créée en 1908, à partir d'un territoire détaché de la commune  de Pardailhan, sous le nom de Saint-Jean-de-Pardailhan. C'est seulement en 1936 (décret du 16 juillet 1936), afin de mieux commercialiser sa production viticole, qu'elle a pris le nom de Saint-Jean-de-Minervois.

## Politique et administration
| Période      | Période      | Identité        | Étiquette | Qualité |
| ------------ | ------------ | --------------- | --------- | ------- |
| 1947         | 1971         | Camille Camman  |           |         |
| 1971         | mars 2001    | René Béziat     |           |         |
| mars 2001    | mars 2014    | Francis Barthes | CPNT      |         |
| mars 2014    | juin 2020    | Robert Barthez  |           |         |
| juin 2020    | février 2021 | Bernard Falcou  |           |         |
| février 2021 | En cours     | Sylvie Miquel   |           |         |

En 2007, la commune est l'une des deux seules en France (avec Brévands, dans la Manche) a placé le candidat CPNT, Frédéric Nihous, en tête au premier tour de l'élection présidentielle (24 voix et 26.37%; devant Ségolène Royal et Nicolas Sarkozy, ex aequo avec 16 voix et 17.58% chacun).

## Démographie
L'évolution du nombre d'habitants est connue à travers les recensements de la population effectués dans la commune depuis 1911. Pour les communes de moins de 10 000 habitants, une enquête de recensement portant sur toute la population est réalisée tous les cinq ans, les populations de référence des années intermédiaires étant quant à elles estimées par interpolation ou extrapolation. Pour la commune, le premier recensement exhaustif entrant dans le cadre du nouveau dispositif a été réalisé en 2006.

En 2022, la commune comptait 133 habitants, en évolution de −10,74 % par rapport à 2016 (Hérault : +7,49 %, France hors Mayotte : +2,11 %).
| 1911 | 1921 | 1926 | 1931 | 1936 | 1946 | 1954 | 1962 | 1968 |
| ---- | ---- | ---- | ---- | ---- | ---- | ---- | ---- | ---- |
| 320  | 257  | 279  | 255  | 234  | 201  | 222  | 200  | 182  |

| 1975 | 1982 | 1990 | 1999 | 2006 | 2011 | 2016 | 2021 | 2022 |
| ---- | ---- | ---- | ---- | ---- | ---- | ---- | ---- | ---- |
| 151  | 146  | 135  | 115  | 134  | 145  | 149  | 137  | 133  |

## Économie

### Emploi
|                | 2008   | 2013   | 2018  |
| -------------- | ------ | ------ | ----- |
| Commune        | 6,2 %  | 8,9 %  | 6,9 % |
| Département    | 10,1 % | 11,9 % | 12 %  |
| France entière | 8,3 %  | 10 %   | 10 %  |

En 2018, la population âgée de 15 à 64 ans s'élève à 86 personnes, parmi lesquelles on compte 64,4 % d'actifs (57,5 % ayant un emploi et 6,9 % de chômeurs) et 35,6 % d'inactifs,. Depuis 2008, le taux de chômage communal (au sens du recensement) des 15-64 ans est inférieur à celui de la France et du département.
La commune est hors attraction des villes,. Elle compte 37 emplois en 2018, contre 51 en 2013 et 47 en 2008. Le nombre d'actifs ayant un emploi résidant dans la commune est de 53, soit un indicateur de concentration d'emploi de 70,3 % et un taux d'activité parmi les 15 ans ou plus de 43,1 %.
Sur ces 53 actifs de 15 ans ou plus ayant un emploi, 22 travaillent dans la commune, soit 42 % des habitants. Pour se rendre au travail, 84,9 % des habitants utilisent un véhicule personnel ou de fonction à quatre roues, 1,9 % les transports en commun, 1,9 % s'y rendent en deux-roues, à vélo ou à pied et 11,3 % n'ont pas besoin de transport (travail au domicile).

### Activités hors agriculture
10 établissements sont implantés  à Saint-Jean-de-Minervois au 31 décembre 2019.
Le secteur des activités spécialisées, scientifiques et techniques et des activités de services administratifs et de soutien est prépondérant sur la commune puisqu'il représente 40 % du nombre total d'établissements de la commune (4 sur les 10 entreprises implantées  à Saint-Jean-de-Minervois), contre 17,1 % au niveau départemental.

### Agriculture
La commune est dans le « Minervois », une petite région agricole occupant une petite partie du sud-ouest du département de l'Hérault. En 2020, l'orientation technico-économique de l'agriculture  sur la commune est la viticulture.
|               | 1988 | 2000 | 2010 | 2020 |
| ------------- | ---- | ---- | ---- | ---- |
| Exploitations | 24   | 32   | 22   | 26   |
| SAU (ha)      | 296  | 415  | 412  | 434  |

Le nombre d'exploitations agricoles en activité et ayant leur siège dans la commune est passé de 24 lors du recensement agricole de 1988  à 32 en 2000 puis à 22 en 2010 et enfin à 26 en 2020, soit une augmentation de 8 % en 32 ans. Le même mouvement est observé à l'échelle du département qui a perdu pendant cette période 67 % de ses exploitations,. La surface agricole utilisée sur la commune a quant à elle augmenté, passant de 296 ha en 1988 à 434 ha en 2020. Parallèlement la surface agricole utilisée moyenne par exploitation a augmenté, passant de 12 à 17 ha.

#### Viticulture
En tant que commune viticole officielle du vignoble du Languedoc, la commune de Saint-Jean-de-Minervois a l'autorisation de produire trois vins AOC : l'AOC Minervois, l'AOC Languedoc et l'AOC Muscat de Saint-Jean-de-Minervois. Trois vins IGP peuvent être présents : l'IGP Côtes du Brian, l'IGP Pays d'Hérault et l'IGP Pays d'Oc.

## Culture locale et patrimoine

### Lieux et monuments
- Église de la Nativité-de-Saint-Jean-Baptiste de Saint-Jean-de-Minervois.
- Église Saint-Martial de Saint-Jean-de-Minervois.
- Chapelle Saint-Jean de Dieuvaille, dite église du Trou de Saint-Jean-de-Minervois.

### Personnalités liées à la commune
- Thomas de Treil de Pardailhan, dernier seigneur baron de Pardailhan (qui comprenait les paroisses de Saint-Jean et Saint-Martial), député de Paris à l'Assemblée Législative de 1791 à 1792.

Né à Paris, en 1754, il devient à la fin de l'Ancien Régime, Maître d'hôtel du roi à la Cour de Versailles. Une légende raconte qu'il aurait fait goûter le vin de Saint-Jean à la table de Louis XVI. Pendant la Révolution, il est partisan d'une profonde réforme de la Monarchie et de la suppression des privilèges; d'abord administrateur 
du département de Paris (1791), il est élu député de Paris à l'Assemblée législative (1791-1792). À la Restauration, il 
est nommé maire de Pardailhan (1815-1821). Il est décédé au château de Pardailhan en 1822.
- Jean Miquel, géologue et érudit local

Né en 1859 à Saint-Pons-de-Thomières, d'une très ancienne famille du Pardailhan installée au hameau de Barroubio, il est un naturaliste pluridisciplinaire. Il est connu pour ses recherches géologiques, 
mais il s'est aussi intéressé à l'archéologie et l'histoire locale. Il est décédé dans son domaine de Barroubio en 1940.

### Héraldique
|  | Les armoiries de Saint-Jean-de-Minervois se blasonnent ainsi : d'azur à la croix cléchée et pommetée de douze pièces d'or (croix occitane), remplie de gueules, au chef d'or à l'aigle issante aussi de gueules. |